# Gruta de São Mateus
A Gruta de São Mateus é uma gruta portuguesa localizada na freguesia de São Mateus, concelho da Madalena do Pico, ilha do Pico, arquipélago dos Açores.
Esta cavidade apresenta uma geomorfologia de origem vulcânica em forma de tubo de lava que termina em talude de estrada.